# 頓河
頓河（羅馬化：Don）是俄羅斯主要河流之一。發源於莫斯科東南的圖拉附近，長1,950公里，流入亞速海。在最東部與伏爾加河以長105公里伏爾加-頓河運河相連。
頓河從其源頭起，首先向東南方流向沃羅涅日，然後向西南方向入海。沿岸主要城市為頓河畔羅斯托夫，主要支流是頓內次河。

## 歷史
頓河一名可能源於阿維斯陀語中dānu-，指河、溪流。根據墳塚假說，伏尔加河-顿河地区是是西元前4000年原始印欧人的故鄉。新石器时代時，西亞的農民與西伯利亞的狩獵採集文化在此地區融合，成為原始印歐人的的遊牧畜牧業。
东斯拉夫部落安特人居住在顿河以及南俄羅斯、中俄羅斯等地。顿河周边地区受拜占庭帝国影响，來自拜占庭的商人會於此地貿易。
部分古希腊地理学家认为頓河是欧洲和亚洲的边界。《禧年书》提到，頓河是边界的一部分，从其最东端到河口，位于挪亞眾子的分配地之间，北部是雅弗的分配地，南部是闪的分配地。
在古斯基泰时代，頓河在希腊语中称为Tanaïs （  ），且是条重要的贸易路线。塔纳伊斯在古希腊文献中既是頓河的名字，也是頓河迈奥蒂亚沼泽中一座城市的名字。希腊人也称頓河为伊阿扎特斯Iazartes（  ）老普林尼给Tanaïs起的斯基泰名字是Silys 。
在一份作者不詳（可能是普魯塔克）的文獻中，頓河被認為是希腊神话中亞馬遜人的故鄉。14世纪中黑死病蔓延時，頓河河口被認為是疾病的起源。
頓河哥薩克人在16、17世紀時定居於頓河肥沃的河古地區，故以頓河為名。
顿科夫堡（The fort of Donkov）位於頓河左岸，於14世紀末由梁赞大公国所建。其距離頓河約34公里，離現今的丹科夫約2.6公里。顿科夫堡在1568年被克里米亞韃靼人摧毀，但很快便於它地重建。在格拉杜斯·墨卡托1596年繪製的地圖中，顿科夫堡被標示為Donko。在瓊·布劳1645年繪製的地圖中，則被標示Donkagorod。
布劳和墨卡托都遵循16世纪的制图传统，认为顿河发源于一大湖，布劳将該湖稱作Resanskoy ozera ，墨卡托則稱作Odoium lac. Iwanowo et Jeztoro，並畫出一條連結该湖、梁赞大公国與奥卡河的水道。
墨卡托将姆岑斯克標為水道上的大城市，暗示存在一个以大湖定居点为中心，並连接顿河、祖沙河和烏帕河的运河系统。在1661年俄罗斯沙皇国大使馆负责人奥古斯丁·冯·迈尔伯格男爵绘制的地图上，该定居点被称作Odoium lacum（ Juanow ozero ） 。
在现代文学中，頓河曾被寫入诺贝尔文学奖得主、维申斯卡亚作家米哈伊爾·蕭洛霍夫的作品《静静的顿河》中。

## 水壩與運河
顿河最东端距離伏尔加河不到100公里，中間以長101公里的伏爾加-頓河運河連通。運河水深寬闊，足以通行油輪大小的船隻，且是少數能駛離裏海的航道。连接里海的顿河水位因齐姆良斯克大坝修建而抬高，形成了齐姆良斯克水库。

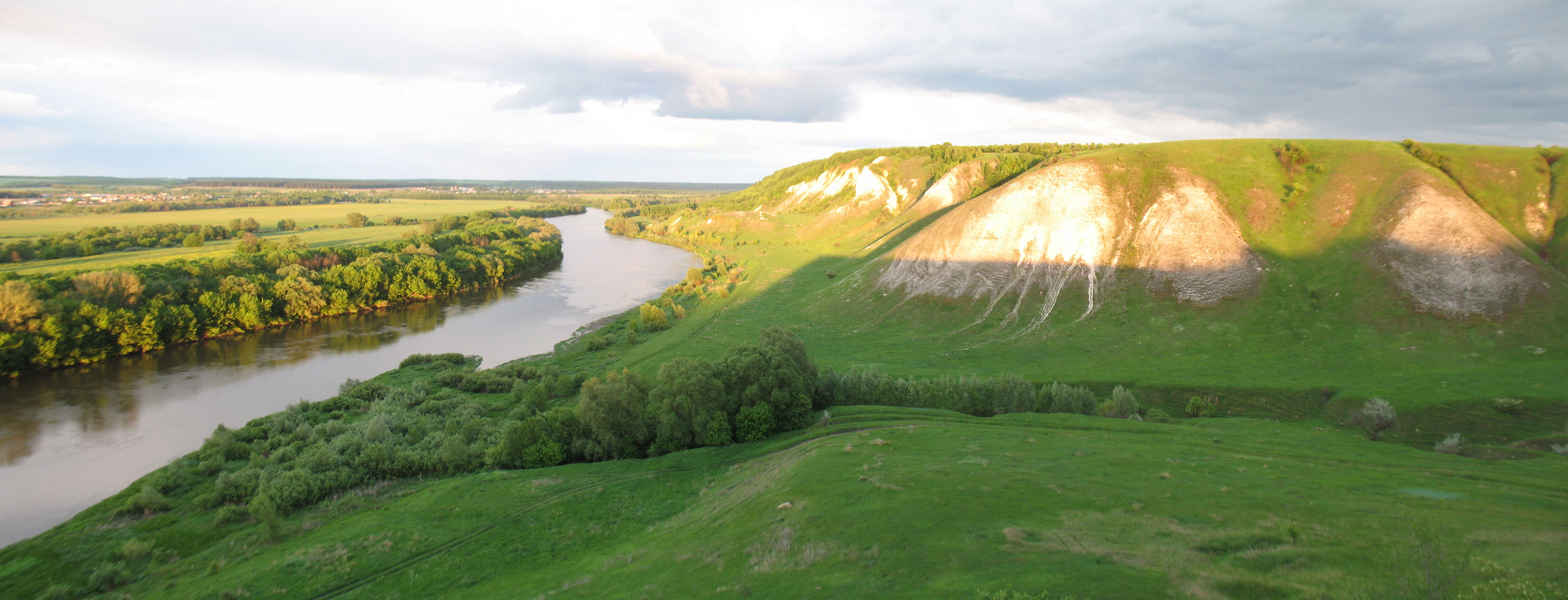
沃罗涅日州的顿河

在齊姆良斯克大壩以下130公里處，頓河由尼古拉耶夫斯基船閘（Николаевский гидроузел）、康斯坦丁諾夫斯克船閘（Константиновский гидроузел）和科切托夫斯基船閘（Кочетовский гидроузел）三者維持足夠深度，再往下則透過疏浚維持深水航行。
为了改善顿河下游的航运条件，水道部门支持再修建一到两座带船闸的低坝。这些坝可能建於位于巴加耶夫斯卡亞區，也可能位于阿克賽區。 

## 註腳
1. ↑  Vasmer 1950，p.362: "Die Quelle ist avest. dānu- f. Fluß, Strom"
2. ↑  Piazza & Cavalli-Sforza 2006.
3. ↑  Yilmaz 2015，p. 228.
4. ↑  Hamilton 1983，p. 2: "During the eighth and ninth centuries the Khazar state reached its greatest extent and power, and the Antes and Slavs of the lower Don and Azov region, the old As or Rus tribes, participated in the first of the empires to be established on Russian soil."
5. ↑  Tellier 2009，p. 251: "In 1261, the Genoese concluded an alliance with the Byzantine Empire of Nicaea and succeeded to establish trading posts at two terminals of the Silk Road on the Black Sea: Kaffa, in Crimea, and Tana, on the Don River, which runs towards the Black Sea."
6. ↑  Davies 1996，p.8.
7. ↑  Jones 1924，p. 183: "Asia is adjacent to Europe, bordering thereon along the Tanaïs River."
8. ↑  Jones 1924，p. 185: "...Tanaïs River, which I have taken as the boundary between Europe and Asia."
9. ↑  Jubilees.
10. ↑  Jones 1924，p. 191: 在河流和湖泊上有一座有人居住的城市，名叫塔奈斯
11. ↑  Suda.
12. ↑  Rackham 1952，section 20.
13. ↑  Goodwin 1874，chapter 14.
14. ↑  Benedictow 2005.
15. ↑  Chenchevyk 2013.
16. ↑  Mercator 1595.
17. ↑  Massa 1645.
18. 1 2  Ostromęcka-Frączak 1976，p. 108.
19. ↑  Litus 2003.
20. ↑  . stepnoy-sledopyt.narod.ru.   [2025-08-13]. （原始内容存档于2025-04-07）.
21. ↑  . sarkel.ru.   [2025-08-13]. （原始内容存档于2017-03-07）.
22. ↑  Sea News 2013.